# بقيات خيطية الأرجل
بقيات خيطية الأرجل أو الإميسينات (الاسم العلمي: Emesinae)، فُصيلة من البقيات القاتلة. إنها تختلف بشكل واضح عن البقيات القاتلة الأخرى من خلال شكل أجسامها النحيف للغاية. إنها حشرات مطاردة ومفترسة يمكن إيجادها على سعف النخيل أو المنحدرات أو شبكات العنكبوت أو بالقرب من الأضواء ليلاً (يمكن جمع الكثير منها عن طريق الضوء الأسود). تمشي على أرجلها الوسطى والخلفية. الزوج الأمامي من الأرجل جارح. بعض المجموعات متخصصة في في صيد العناكب. لا يُعرف سوى القليل جدًا عن البقيات خيطية الأرجل وتنتشر العديد من أنواعها في المناطق الاستوائية. كتب بيدرو ويجودزينسكي المراجعة الأخيرة لهذه المجموعة